# والاس باركر
والاس باركر (بالإنجليزية: Wallace Parker)‏ هو مدرب كرة سلة أمريكي، ولد في 14 أبريل 1898 في شيكاغو في الولايات المتحدة، وتوفي في 23 أغسطس 1972 في سيراكيوز في الولايات المتحدة.